# بیست‌ودومین دوره جشن حافظ
بیست و دومین مراسم سینمایی تلویزیونی دنیای تصویر (جشن حافظ) در تاریخ ۸ مهر سال ۱۴۰۲ در هتل اسپیناس پالاس تهران برگزار شد. در جشن حافظ ۱۴۰۲ آثار سینمایی که از آذر ۱۴۰۰ تا ابتدای مرداد ۱۴۰۲ اکران شده‌اند، مورد داوری قرار گرفتند. در بخش تلویزیونی نیز آثاری مورد داوری قرار گرفتند که از اسفند ۱۴۰۰ تا مرداد ۱۴۰۲ پخش شده‌اند.
مراسم اهدای جوایز به برندگان بیست و دومین جشن حافظ پس از یک سال وقفه به دبیری امید معلم و تهیه‌کنندگی آذر معماریان برگزار و به بهترین‌های سینما و تلویزیون جوایزی اهدا شد.
بهترین فیلم و بهترین مجموعه تلویزیونی این دوره به ترتیب ملاقات خصوصی و پوست شیر بودند.

## برندگان اصلی
برندگان جایزه در سطر نخست فهرست، به صورت بزرگ نوشته می‌شوند و با یک ستاره (*) نشان داده می‌شوند.

### بخش سینمایی
| بهترین فیلم - ملاقات خصوصی – امیر بنان* - آتابای – نیکی کریمی - بی‌همه چیز – جواد نوروزبیگی - تی‌تی –آیدا پناهنده - جنایت بی‌دقت –نگار اسکندری فر - علفزار –بهرام رادان - فسیل – سید ابراهیم عامریان - موقعیت مهدی – حبیب‌الله والی‌نژاد و سجاد نصراللهی نسب                                                                      | بهترین کارگردانی - آیدا پناهنده – تی‌تی* - هادی حجازی‌فر – موقعیت مهدی - کاظم دانشی – علفزار - امید شمس – ملاقات خصوصی - محسن قرایی – بی‌همه چیز - نیکی کریمی – آتابای - شهرام مکری – جنایت بی‌دقت |
| بهترین فیلمنامه - امید شمس و بهمن ارک و علی سرآهنگ – ملاقات خصوصی* - هادی حجازی‌فر و نیکی کریمی – آتابای - ارسلان امیری و آیدا پناهنده – تی‌تی - نسیم احمدپور و شهرام مکری – جنایت بی‌دقت - حجت قاسم‌زاده اصل – روز ششم - ابراهیم امینی، حسن حسینی و محمدحسین مهدویان – مرد بازنده                                               | بهترین بازیگر مرد - پژمان جمشیدی – علفزار* - بهرام افشاری – فسیل* - پرویز پرستویی – بی‌همه چیز - پارسا پیروزفر – تی‌تی - محسن تنابنده – سه کام حبس - هادی حجازی‌فر – آتابای - پوریا رحیمی‌سام – زالاوا - هوتن شکیبا – ملاقات خصوصی - بانیپال شومون – پالتو شتری - جواد عزتی – آتابای - بهرنگ علوی – شادروان - محمد قصابیان – منصور |
| بهترین بازیگر زن - الناز شاکردوست – تی‌تی* - صدف اسپهبدی – علفزار* - پریناز ایزدیار – ملاقات خصوصی - هدیه تهرانی – بی‌همه چیز - سارا حاتمی – کت چرمی - لیلا حاتمی – تصور - سمیرا حسن‌پور– سه کام حبس - آناهیتا درگاهی – مرد بازنده - ژیلا شاهی – موقعیت مهدی - گلاره عباسی – ابلق - لاله مرزبان – نگهبان شب - گیتی معینی – ابلق | بهترین موسیقی متن - حسین علیزاده – آتابای* - حامد ثابت – بی‌همه چیز - بهزاد عبدی – پسر دلفینی - علیرضا افکاری – تی تی - مسعود سخاوت‌دوست – موقعیت مهدی |
| بهترین تدوین - بی‌همه چیز – عماد خدابخش* - آتابای – حسین جمشیدی گوهری - ابلق – حمید نجفی‌راد - تی‌تی – عماد خدابخش و ارسلان امیری - جنایت بی‌دقت – شهرام مکری - مرد بازنده – سجاد پهلوان‌زاده | بهترین فیلمبرداری - موقعیت مهدی – وحید ابراهیمی* - آتابای – سامان لطفیان - بی‌همه چیز – مرتضی هدایی - تی‌تی –فرشاد محمدی - جنایت بی‌دقت – علیرضا برازنده - سه کام حبس – مسعود سلامی |
| نشان عباس کیارستمی - تصور – علی بهراد* - بندر بند – منیژه حکمت - زالاوا – ارسلان امیری - مقیمان ناکجا – شهاب حسینی | بهترین دستاورد فنی و هنری - طراحی صحنه، «بی‌همه چیز» (امیرحسین قدسی)* - طراحی و اجرای بدلکاری، «انفرادی» (امیرحسین خنجری) - طراحی لباس، «بی‌همه چیز» (مارال جیرانی) - طراحی انیمیشن و کارگردانی، «پسر دلفینی» (محمد خیراندیش) - طراحی صدا، «دسته دختران» (صداگذاری: حسین ابوالصدق، صدابرداری: مهدی ابراهیم‌زاده) - طراحی و اجرای بدلکاری، «روز صفر» (ارشا اقدسی و علیرضا فتحی) - طراحی چهره‌پردازی، «فسیل» (عبدالله اسکندری) - طراحی جلوه‌های ویژه میدانی، «موقعیت مهدی» (ایمان کریمیان) |
| جایزه ویژه هیئت داوران - زالاوا – ارسلان امیری* | |

### فیلم‌ها با نامزدی متعدد
| تعداد نامزدی‌ها | فیلم         |
| -------------- | ------------ |
| ۹              | بی‌همه چیز    |
| ۸              | آتابای       |
| ۸              | تی‌تی         |
| ۶              | موقعیت مهدی  |
| ۵              | ملاقات خصوصی |
| ۵              | جنایت بی‌دقت  |
| ۴              | علفزار       |
| ۳              | فسیل         |
| ۳              | مرد بازنده   |
| ۳              | سه کام حبس   |
| ۳              | زالاوا       |
| ۳              | پسر دلفینی   |
| ۲              | تصور         |
| ۲              | ابلق         |
| ۱              | روز ششم      |
| ۱              | پالتو شتری   |
| ۱              | شادروان      |
| ۱              | منصور        |
| ۱              | کت چرمی      |
| ۱              | نگهبان شب    |
| ۱              | بندر بند     |
| ۱              | مقیمان ناکجا |
| ۱              | انفرادی      |
| ۱              | دسته دختران  |
| ۱              | روز صفر      |

| تعداد جایزه | فیلم         |
| ----------- | ------------ |
| ۲           | ملاقات خصوصی |
| ۲           | تی‌تی         |
| ۲           | علفزار       |
| ۲           | بی‌همه چیز    |
| ۱           | فسیل         |
| ۱           | آتابای       |
| ۱           | موقعیت مهدی  |
| ۱           | تصور         |
| ۱           | زالاوا       |

### بخش تلویزیونی
| بهترین مجموعه تلویزیونی - پوست شیر – فیلم‌نت* - آکتور – فیلیمو و نماوا - جیران – فیلیمو - رهایم کن – فیلیمو - یاغی – فیلیمو | بهترین کارگردانی - نیما جاویدی – آکتور* - جمشید محمودی – پوست شیر* - امیرحسین ترابی – خون‌سرد - شهرام شاه‌حسینی – رهایم کن - حسن فتحی – جیران - محمد کارت – یاغی |
| بهترین فیلمنامه - جمشید محمودی و رضا بهاروند – پوست شیر* - احسان جوانمرد و حسن فتحی – جیران - مجید مولایی، مینا شفیعی و سجاد ابوالحسنی – رهایم کن | بهترین بازیگر مرد کمدی - مهران غفوریان – نیسان آبی* - بهرام افشاری – راز بقا - پژمان جمشیدی – آفتاب‌پرست - یدالله شادمانی – راز بقا - نیما شعبان‌نژاد – راز بقا - ایمان صفا – نیسان آبی - حسن معجونی – راز بقا - غلامرضا نیکخواه – آفتاب‌پرست                                 |
| بهترین بازیگر زن کمدی - رویا افشار – آنتن* - الهام اخوان – آفتاب‌پرست - فریبا جدی‌کار – راز بقا - بهناز جعفری – نیسان آبی - ملیکا شریفی‌نیا – نیوکمپ - گیتی قاسمی – نیسان آبی و نیوکمپ - مرجانه گلچین – آنتن - یکتا ناصر – نیسان آبی                                          | بهترین بازیگر مرد درام - علیرضا کمالی – پوست شیر* - مجتبی پیرزاده – پوست شیر - محسن تنابنده – رهایم کن - امیر جعفری – یاغی - هادی حجازی‌فر – پوست شیر - شهاب حسینی – پوست شیر - مهدی حسینی‌نیا – رهایم کن - علی شادمان – یاغی - نوید محمدزاده – آکتور - احمد مهران‌فر – آکتور |
| بهترین بازیگر زن درام - هدی زین‌العابدین – رهایم کن* - رعنا آزادی‌ور – سرگیجه - مونا احمدی – رهایم کن - پردیس احمدیه – پوست شیر - پانته‌آ بهرام – پوست شیر - مریلا زارعی – جیران - ژیلا شاهی – پوست شیر - طناز طباطبایی – یاغی - فاطمه مسعودی‌فر – جیران - شبنم مقدمی – سرگیجه | بهترین چهره تلویزیونی - عادل فردوسی‌پور – فوتبال ۳۶۰* - حامد آهنگی – تی‌ان‌تی - سیامک انصاری – جوکر - فریدون جیرانی – سینما ۲۵ - ایرج طهماسب – مهمونی - محمدرضا علیمردانی – ناتو - محسن کیایی – صداتو                                                                         |

### مجموعه‌ها با نامزدی متعدد
| تعداد نامزدی‌ها | مجموعه    |
| -------------- | --------- |
| ۱۰             | پوست شیر  |
| ۸              | رهایم کن  |
| ۶              | جیران     |
| ۵              | یاغی      |
| ۵              | نیسان آبی |
| ۵              | راز بقا   |
| ۴              | آکتور     |
| ۳              | آفتاب‌پرست |
| ۳              | آنتن      |
| ۲              | نیوکمپ    |
| ۲              | سرگیجه    |
| ۱              | خون‌سرد    |
| ۱              | بی‌گناه    |

| تعداد جایزه | مجموعه     |
| ----------- | ---------- |
| ۴           | پوست شیر   |
| ۲           | رهایم کن   |
| ۱           | آکتور      |
| ۱           | نیسان آبی  |
| ۱           | آنتن       |
| ۱           | بی‌گناه     |
| ۱           | خاتون      |
| ۱           | فوتبال ۳۶۰ |

### جوایز دیگر
| یک عمر فعالیت هنری - بهزاد فراهانی* | بهترین دستاورد فردی ویژه - هادی حجازی‌فر* |
| بهترین مستند - کاپیتان من – سیاوش صفاریان‌پور* - سمفونی حمید – جعفر صادقی - سرپتی ها – کیوان مهرگان - آیدین – اشکان مهریار - سینه مارکس – میترا مهتریان و صادق دهقان - کاغد پاره ها – بهزاد نعلبندی | بهترین خواننده تیتراژ فیلم و مجموعه تلویزیونی - محسن چاووشی – رهایم کن (قطعه «رهایم کن»)، ترانه‌سرا: امید روزبه، آهنگساز: محسن چاووشی* - علیرضا قربانی – بی‌گناه (قطعه «بی‌گناه»)، ترانه‌سرا: حسین غیاثی، آهنگساز: علیرضا افکاری* - امین بانی – آنتن (قطعه «نفس بکش»)، ترانه‌سرا: حسین غیاثی، آهنگساز: علیرضا افکاری - همایون شجریان – جیران (قطعه «در این شب سیاه»)، ترانه‌سرا: امیرحسین الهیاری، آهنگساز: فردین خلعتبری - علیرضا طلیسچی – پسر دلفینی (قطعه «فانوس دریایی»)، ترانه‌سرا و آهنگساز: علیرضا طلیسچی |
| جایزه سریال برگزیده سال ۱۴۰۰ در محصولات تلویزیونی و شبکه نمایش خانگی - خاتون – تینا پاکروان* | |